# 할매네 로봇
《할매네 로봇》은  2015년 10월 21일부터 11월 25일까지 tvN에서 방영했던 텔레비전 프로그램이다.

## 소개
출연자들이 로봇을 가지고 시골 마을로 가서 할머니들의 무료함을 달래주는 신개념 로봇 예능 버라이어티이다.

## 출연진
- 장동민
- 이희준
- 바로
- 강남

## 시청률
| 회차 | 방송일자         | AGB 시청률 | TNmS 시청률 |
| ---- | ---------------- | ---------- | ----------- |
| 1화  | 2015년 10월 21일 | 1.167%     | 0.7%        |
| 2화  | 2015년 10월 28일 | 0.671%     | 0.7%        |
| 3화  | 2015년 11월 4일  | 0.725%     | 0.9%        |
| 4화  | 2015년 11월 11일 | 0.970%     | 0.6%        |
| 5화  | 2015년 11월 18일 | 1.436%     | 0.6%        |
| 6화  | 2015년 11월 25일 | 0.903%     | 0.4%        |